# Дендра
За областта вижте: Дендра (област)
Дендра (гръцки: Δενδρά) е праисторически резерват състоящ се от археологически обекти свързани с микенската култура. Намира се близо до едноименното село, спадащо към община Мидеа в ном Арголида, Гърция.